# 양음 부호

양음 부호(揚音符號, ´, 프랑스어: accent aigu 악상 테귀[*], 영어: acute accent 어큐트 액센트[*])는 발음 구별 기호의 하나로, 프랑스어, 스페인어, 포르투갈어 등의 표기에 사용된다.
체코어, 슬로바키아어, 헝가리어에서는 장모음을 표시하는 용도로 쓰인다.

## 같이 보기
- Á
- É
- Í
- Ó
- Ú
- Ć
- Ń
- Ś
- Ź